# Priscilla Buchan, Baroness Tweedsmuir
Priscilla Jean Fortescue Buchan, Baroness Tweedsmuir, PC (geborene Thomson, * 25. Januar 1915; † 11. März 1978) war eine britische Politikerin der schottischen Unionist Party und der schottischen Conservative Party.
Sie war eine Tochter des Alan F. Thomson († 1957), Brigadier der Royal Artillery. Sie heiratete 1934 Sir Arthur Lindsay Grant, 11. Baronet (of Monymusk), einen Major der Grenadier Guards. Als dessen Gattin führte die den Höflichkeitstitel Lady Grant. Er fiel 1944 im Zweiten Weltkrieg. In zweiter Ehe heiratete sie 1948 den Autor und Politiker John Buchan, 2. Baron Tweedsmuir. Als dessen Gattin führte sie den Höflichkeitstitel Baroness Tweedsmuir.
Sie kandidierte im Juli 1945 erfolglos bei den britischen Unterhauswahlen im Wahlkreis Aberdeen North. 1946 wurde sie schließlich in Aberdeen South gewählt und hielt ihren Sitz im House of Commons bis 1966.
Sie war 1950–53 eine Delegierte des Europarats, 1960–61 die Delegierte des Vereinigten Königreichs in der Generalversammlung der Vereinten Nationen, 1962–64 Joint Parliamentary Under-Secretary of State for Scotland, 1970–71 Minister of State for Scotland im Scottish Office und im 1972–74 im Foreign and Commonwealth Office. 1974 wurde sie ins Privy Council aufgenommen.
1970 wurde sie als Baroness Tweedsmuir of Belhelvie, of Potterton in the County of Aberdeen, zum Life Peer erhoben und damit Mitglied des House of Lords. Dort diente sie 1974–77 als Principal Deputy Chairman of Committees, und im gleichen Zeitraum, 1974–77, als Chairman of the Select Committee on European Communities. Sie war außerdem stellvertretende Sprecherin. Sie starb 1978 im Alter von 63 Jahren an Krebs. Sie hinterließ zwei Töchter aus erster und eine Tochter aus zweiter Ehe.